# Bisdom Auchi

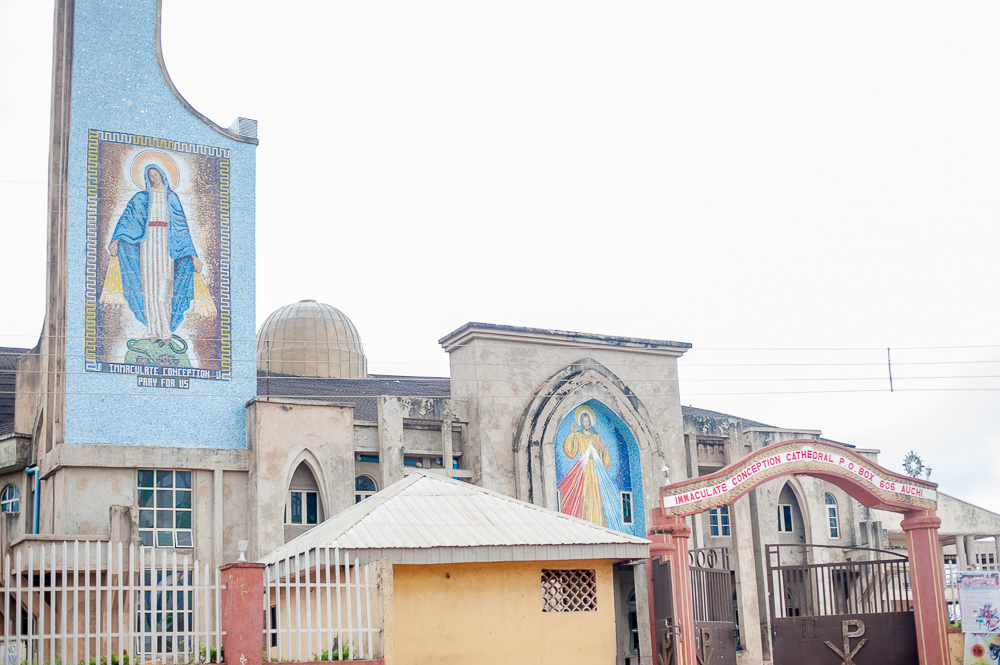
Kathedraal van de Onbevlekte Ontvangenis van Auchi

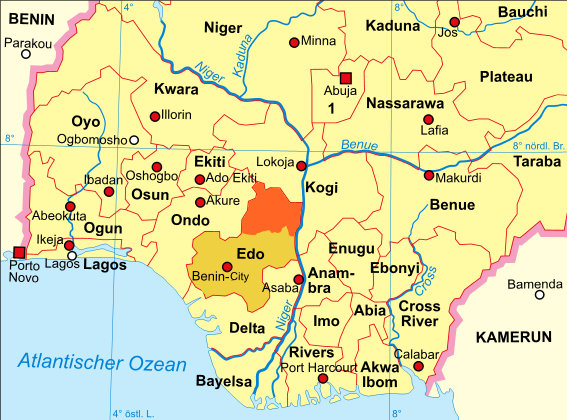
Het bisdom Auchi (oranje) ligt in het noorden van de staat Edo (donkergeel)

Het bisdom Auchi (Latijn: Dioecesis Auchiana) is een rooms-katholiek bisdom met als zetel de stad Auchi in Nigeria. Het bisdom is suffragaan aan het aartsbisdom Benin City.

## Geschiedenis
Het bisdom werd opgericht op 4 december 2002, uit het aartsbisdom Benin City. 

## Parochies
In 2018 telde het bisdom 51 parochies. Het bisdom had in 2018 een oppervlakte van 6.116 km2 en telde 1.035.285 inwoners waarvan 11,4% rooms-katholiek was. Het bisdom ligt in de zuidelijke deelstaat Edo en omvat de Local Government Area's (LGA) Etsako West, Etsako Central, Etsako East, Owan West, Owan East en Akoko-Edo.

## Bisschoppen
- Gabriel Ghiakhomo Dunia (6 november 2002 - heden)

Benin City (aartsbisdom) · Auchi · Bomadi · Issele-Uku · Uromi · Warri